# Lahepera
Lahepera – wieś w Estonii, w prowincji Tartu, w gminie Alatskivi. Na wschód od wsi znajduje się jezioro Lahepera.